# Drottningholmsvägen, Stockholm

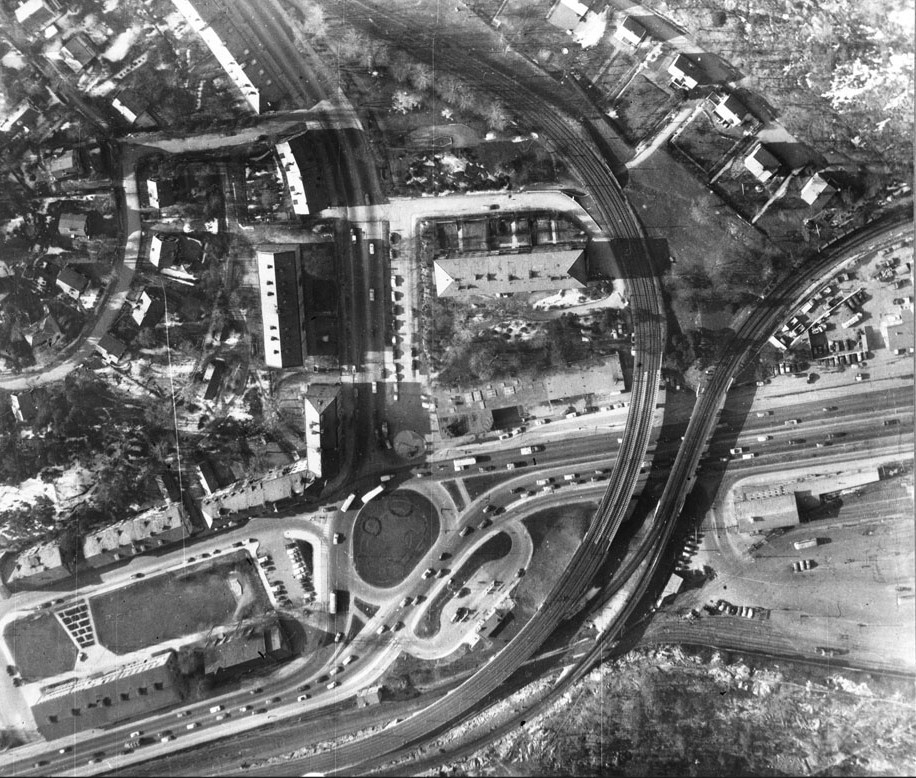
Flygfotografi över Drottningholmsvägen vid Alviksplan.

Drottningholmsvägen är en trafikled mellan centrala Stockholms kommun och Drottningholms slott i Ekerö kommun. Den är 7,5 kilometer lång, den fjärde längsta gatan i kommunen. Den nybyggda (2010) tunneln strax väster om Fridhemsplan fick det officiella namnet Hundra knutars backe, tunneln är 251 meter lång. Gatan fick sitt nuvarande namn 1885.

## Historik

### Gamla landsvägen till Drottningholm

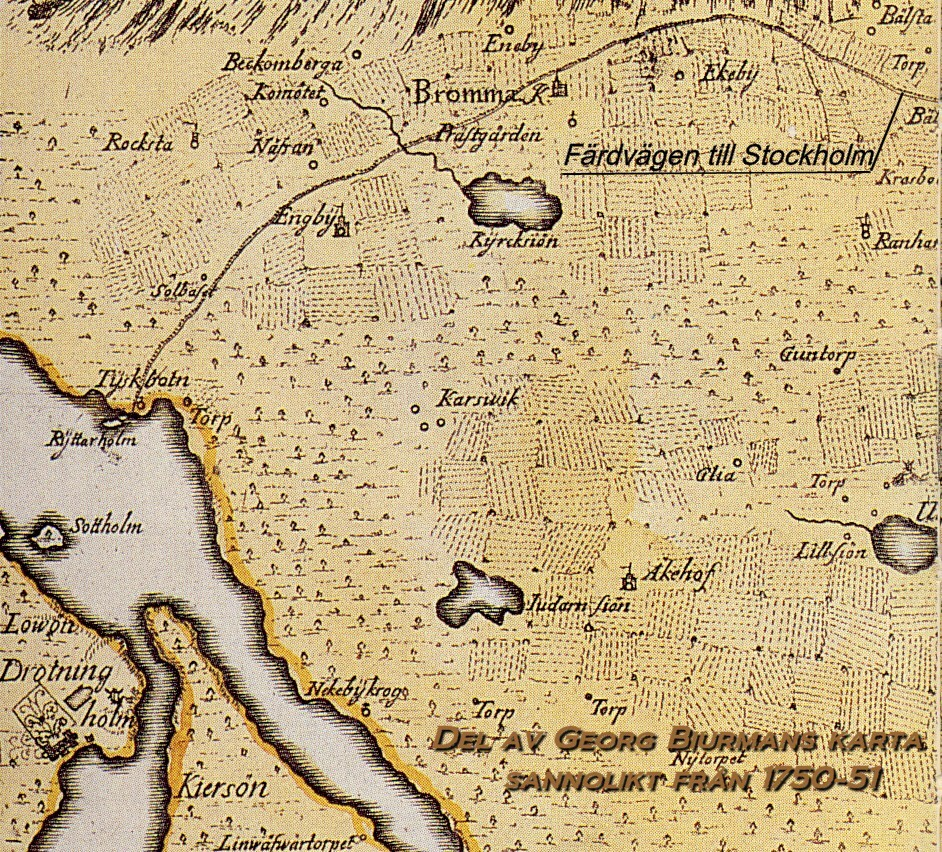
Gamla landsvägen till Drottningholm på en karta från 1750.

Den gamla landsvägen från Stockholms slott till Drottningholms slott var lång och besvärlig. Den gick över Bällsta bro och genom nuvarande Bällstavägen–Blackebergsvägen till Tyska botten, där en färja tog resenären över till Lovön.

### Ny kungsvägsväg till Drottningholm invigdes 1787 av Gustav III
På Gustav III:s initiativ förbättrades resvägen för de kungliga till Drottningholm genom att en ny väg genom Brommalandet byggdes och genom att broar vid både Traneberg och Nockeby och en bro mellan Kärsön och Lovön, Drottningholmsbron, byggdes. Då tillkom även en ny vägsträckning och namnet Drottningholmsvägen. Det var Gustav III:s Drottningholmsväg. Det var Brommas andra kungsväg, och det var en kortare väg genom Bromma än den gamla landsvägen från Bällsta bro till Tyska botten. Den nya vägen genom Bromma underlättade resan mellan Stockholms slott och Drottningholms slott.
Gustavs Drottningholmsväg följde i stort sett den väg som nu mycket logiskt heter Gustav III:s väg. De tre brobyggena ingick också i Gustav III:s Drottningholmsväg. Brobygget över Tranebergssund påbörjades 1784. Tre broar, Tranebergsbron, Nockebybron och Drottningholmsbron, byggdes efter ritningar av arkitekt Carl Fredrik Adelcrantz. Drottningholmsvägen och alla de tre broarna invigdes den 19 augusti 1787 av Gustav III. Gustav III:s Nockeby- och Drottningholmsbroar från 1787 kom att med små förändringar göra tjänst till långt in på 1900-talet. Den nya Drottningholmsbron stod färdig 1925 och Nockebybron 1926. Gustav III:s arrangemang förkortade vägen mellan Stockholms slott till Drottningholms slott "från 17 besvärliga till 11 bekväma kilometer". Beroende på terrängens beskaffenhet fick kungen inte sin eftertraktade "optiska linje" från Nockeby backe  mot Drottningholms slott, eftersom den första Nockebybron fick vika av något mot söder på grund av terrängen.

### Gustav III:s väg
Nuvarande Gustav III:s väg är en liten del av den gamla vägsträckningen, som Drottningholmsvägen hade vid invigningen 1787. Denna väg slutar nu stumt i Nockebyskogen. Vägen hade förr anslutning till den Drottningholmsväg som kom mellan Gustav III:s väg och dagens Drottningholmsväg. På 1930-talet, när Norra Ängby och Södra Ängby planerades, ändrades sträckningen av Drottningholmsvägen så som den är idag.

### Den nya trafikleden över broarna
Den nya broleden över Nockebybron och vidare över Drottningholmsbron fram till Lovön, har ändrat vägarna i landskapet betydligt. Tidigare hade Gustavs gamla Drottningholmsväg, den väg som idag heter Gustav III:s väg, anslutning till den nyare Drottningholmsvägen i sin förlängning. Drottningholmsvägen ned mot Nockebybron var då mycket brant backe. Nu är leden inte lika brant, men man har ändå lyckats behålla Gustav III:s arkitekt Carl Fredrik Adelcrantz' perspektiv "med optisk ledning" rakt på slottet. Av forna tiders backe återstår idag en gångväg vid sidan av och under trafikleden. I samband med Nockebybrons provisorium, som tog land på Kärsön ett hundratal meter från Brostugan, beslöt man att låta flytta den gamla byggnaden från 1776. Hela Brostugan flyttades i början på 1970-talet ett stycke åt sydöst. Flytten av stugan gjorde verklighet av Adelcrantz' vision med "optisk ledning" rakt på slottet.   

### Historiska vägsträckningen

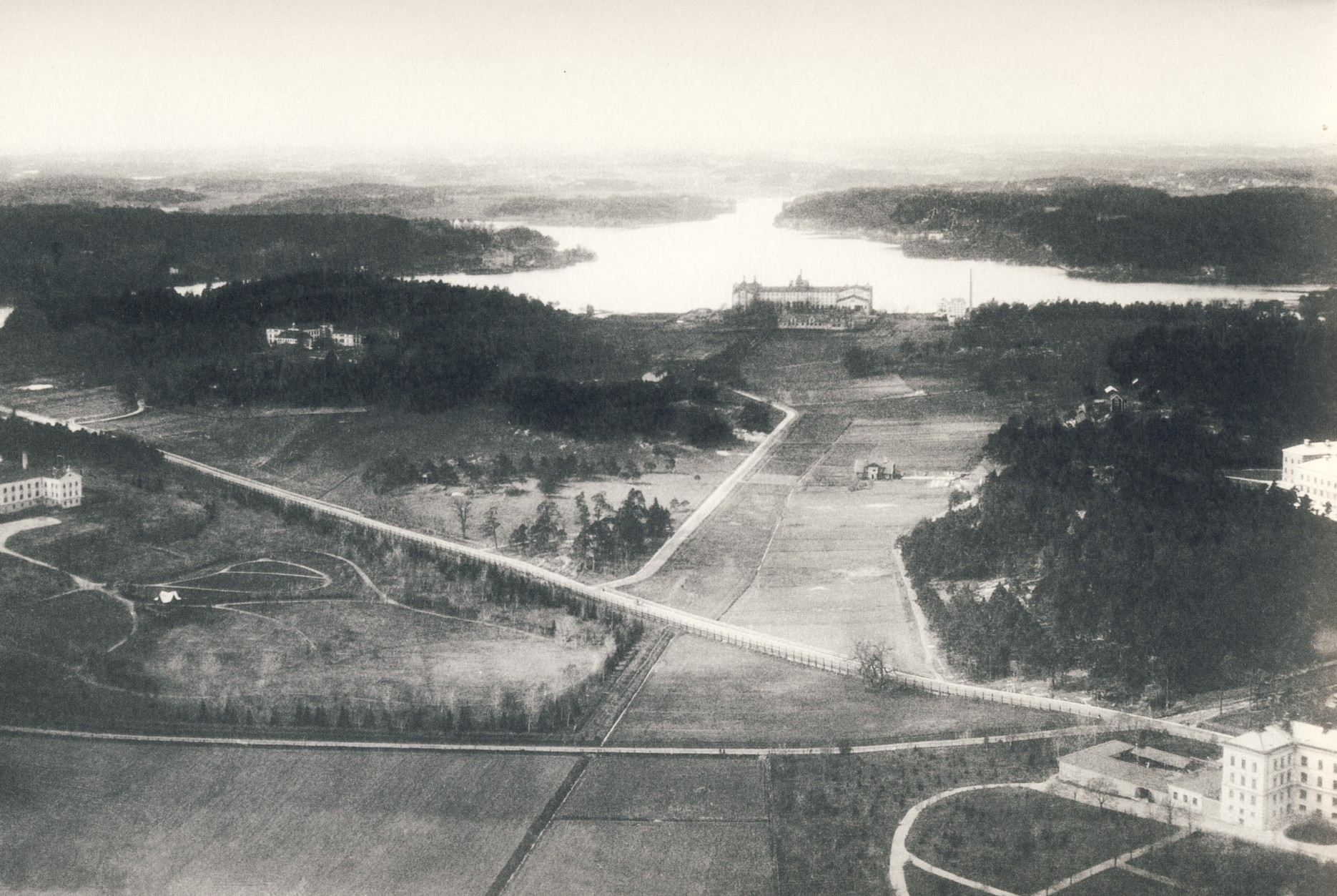
Drottningholmsvägens sträckning över västra Kungsholmen, foto från ballong 1896.
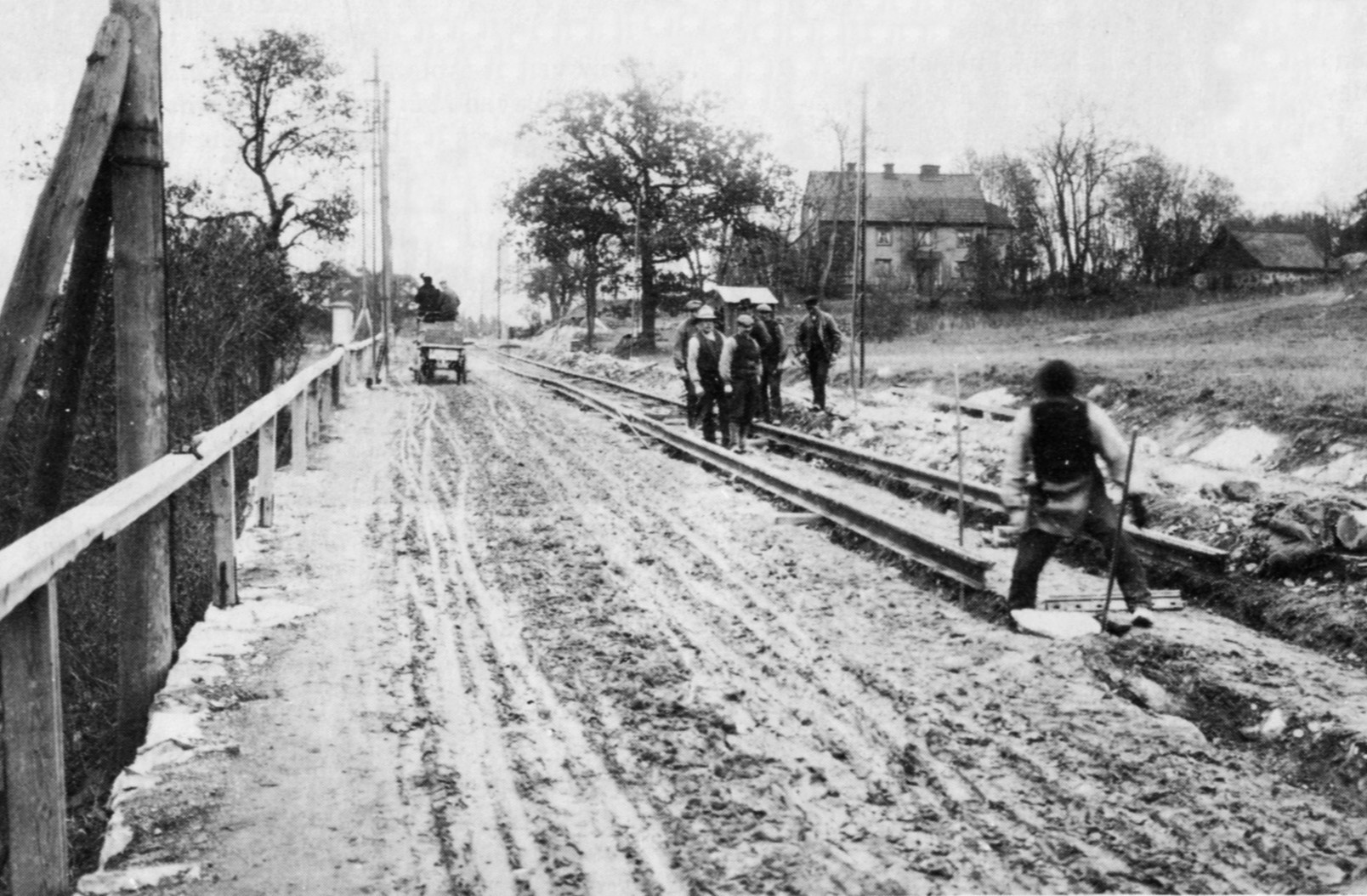
Drottningholmsvägen 1912, spårvägen byggs till Traneberg, i bakgrunden syns Fredhälls gård.
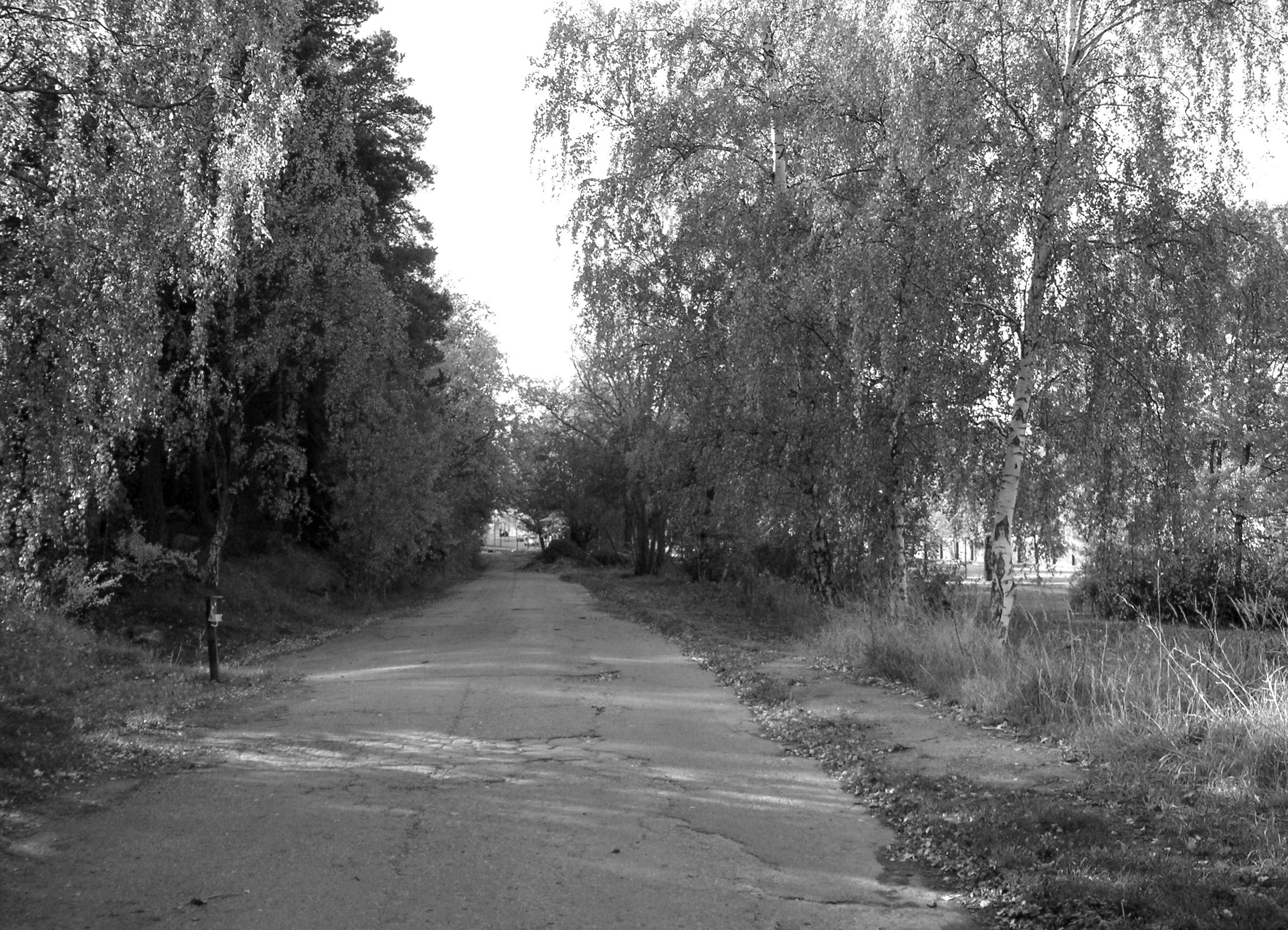
En del av gamla Drottningholmsvägen på Bromma, vid Bromma reningsverk.
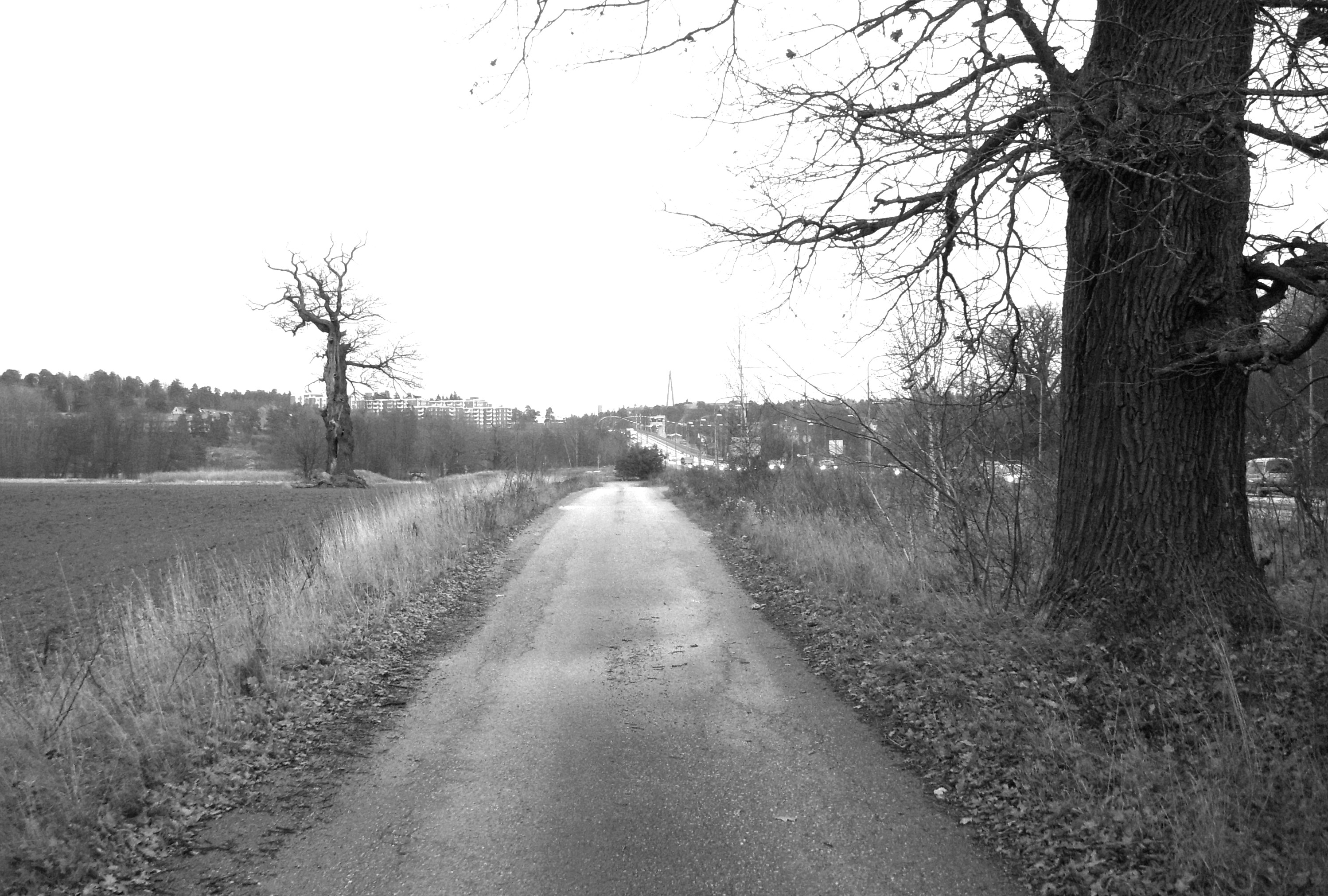
En del av gamla Drottningholmsvägen på Kärsön, till höger syns nuvarande vägen.

Vägen utgår från Kronobergsgatan vid Kronobergsparken i stadsdelen Kungsholmen, och passerar sedan S:t Eriksgatan och Fridhemsplan och passerar sedan genom Marieberg, Stadshagen, Kristineberg, där den korsar Lindhagensplan. Gatan fortsätter västerut förbi Fredhäll och sedan över Tranebergsbron genom Traneberg, Alvik och Ulvsunda. Alviksplan och Ulvsundaplan korsas och väster om Riksby svänger vägen söderut vid Brommaplan. Därefter fortsätter den genom Åkeslund, Åkeshov, Nockebyhov och Nockeby ut på Nockebybron och sedan över Kärsön till Drottningholmsbron där den byter namn till Ekerövägen.
Sträckan mellan trafikplats Fredhäll och Brommaplan är en del av länsväg 275. Vidare är sträckan mellan Brommaplan och Drottningholmsbron en del av länsväg 261.

### Nutida bilder

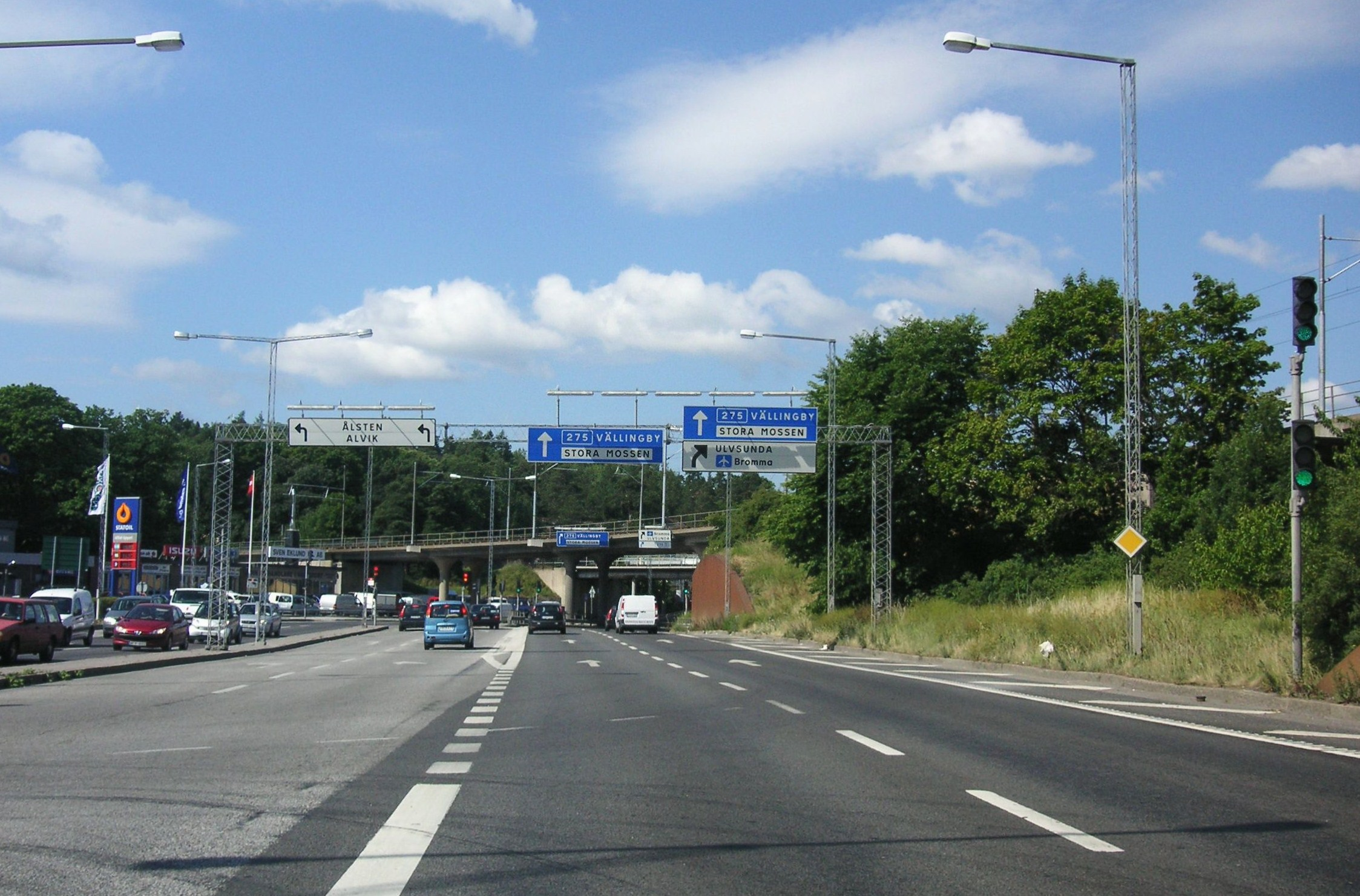
Drottningholmsvägen västerut vid Alviksplan, 2008.
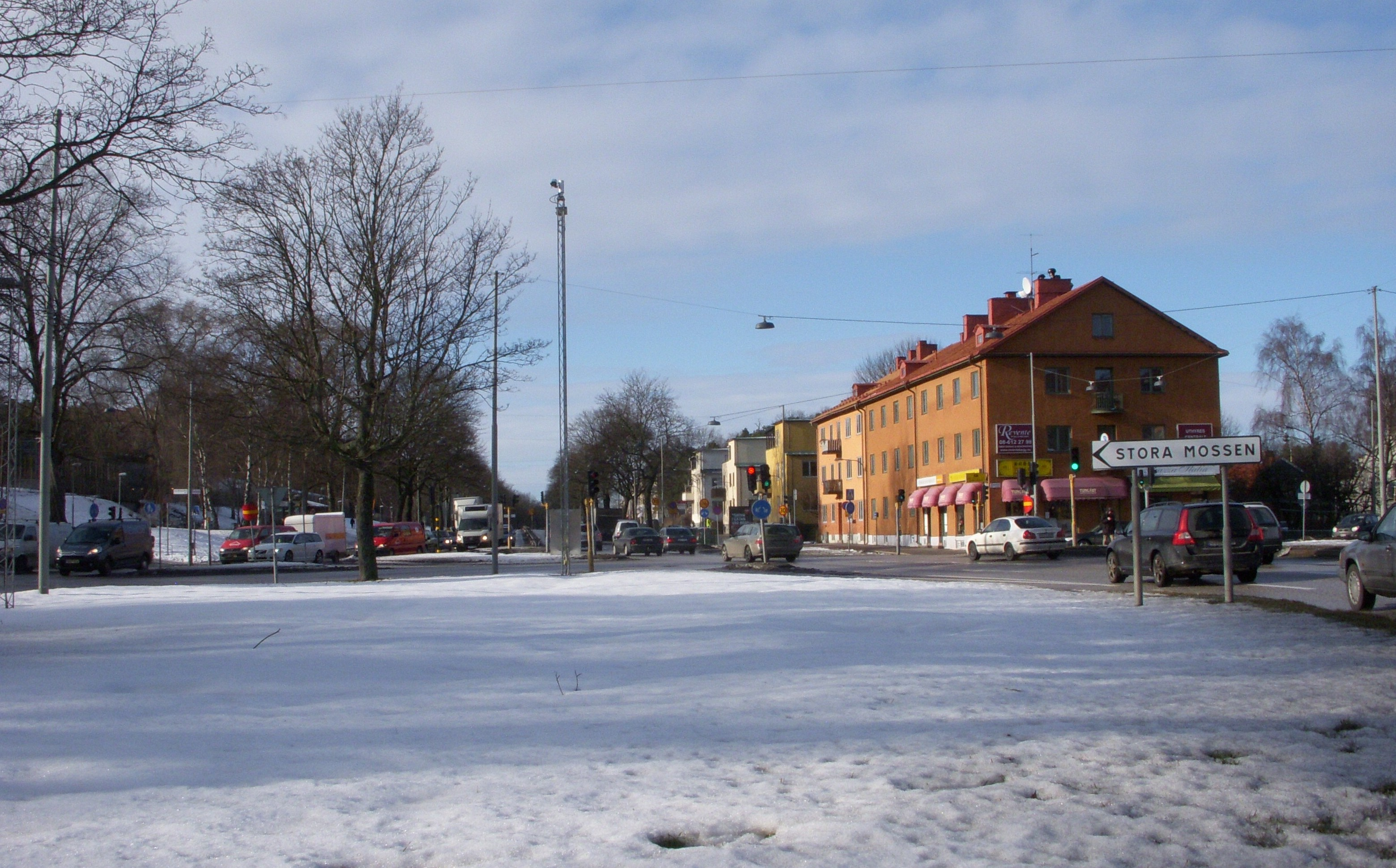
Drottningholmsvägen västerut vid Ulvsundaplan, 2012.
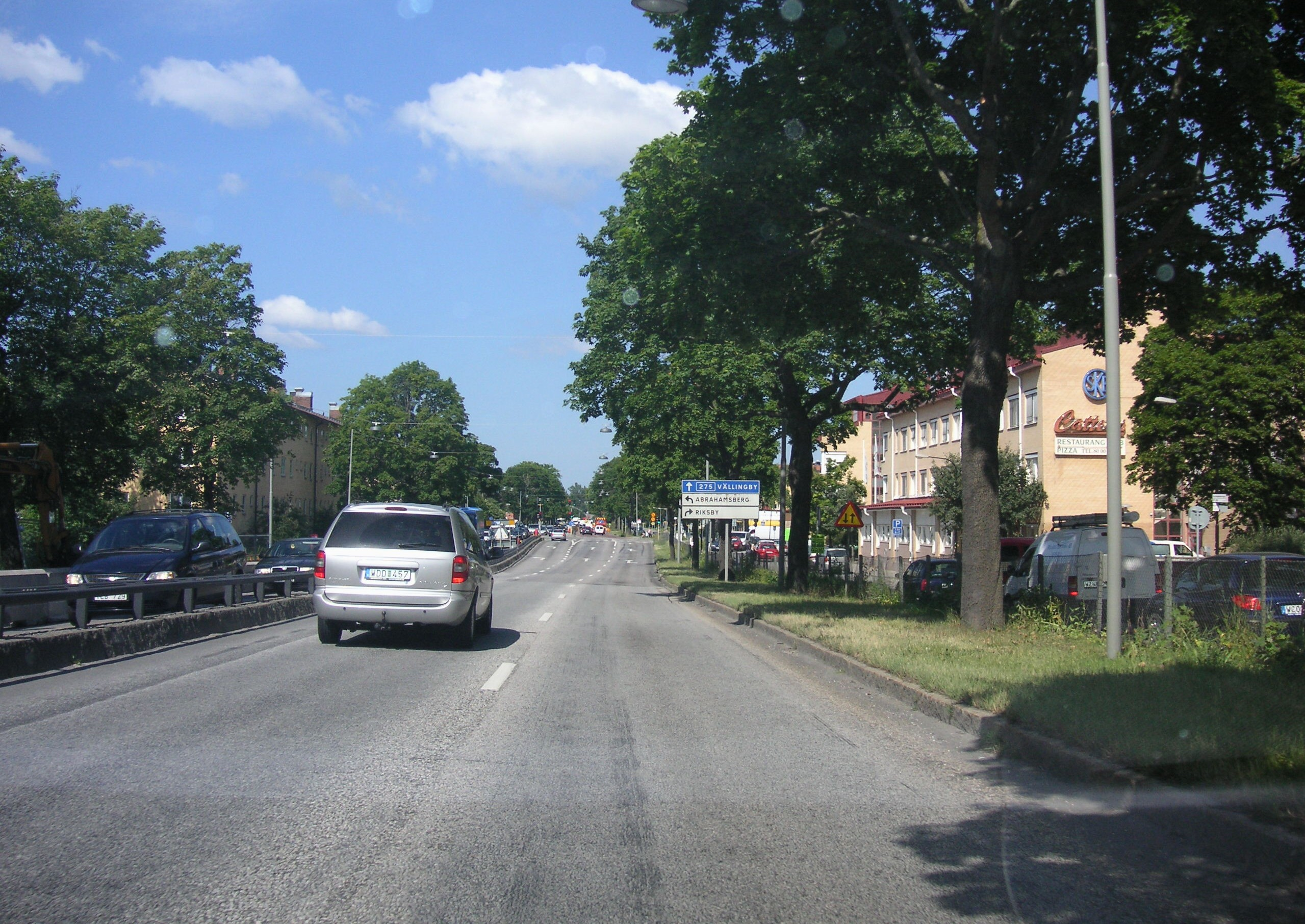
Drottningholmsvägen västerut vid Abrahamsberg, 2008.
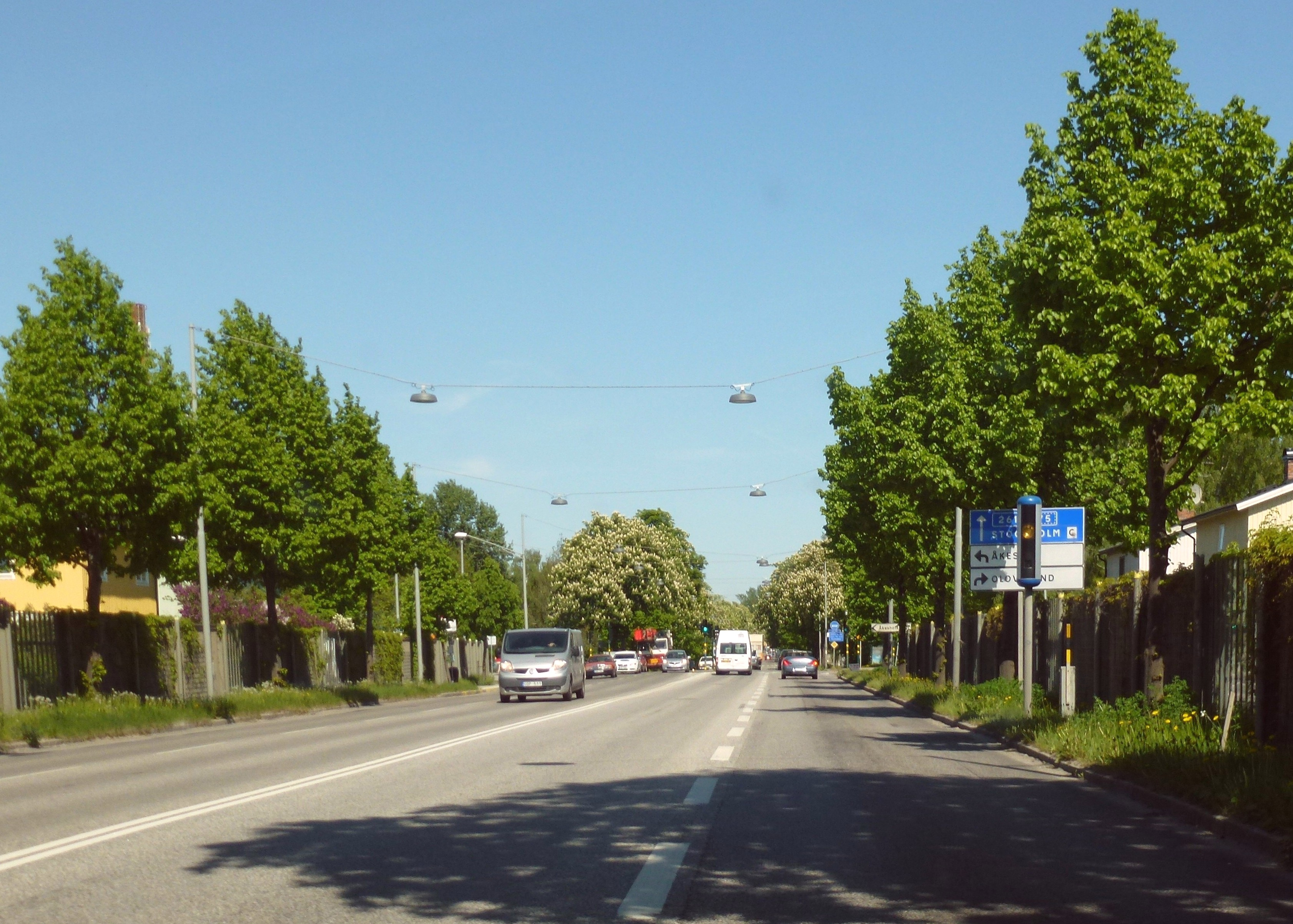
Drottningholmsvägen norrut efter Nockebyhov, 2012.

## Hundra knutars backe
Drottningholmsvägen är den enda trafikleden mellan västra och centrala Stockholm, vilket gör att trafiken är tät under rusningstrafik. Passagen under Lindhagensplan kallades i folkmun ibland Hundra knutars backe. Vägpartiet gick här tillsammans med tunnelbanan i ett betongdike med kraftigt lutning från Fridhemsplan vilket lockade många bilister att gasa på extra, därav namnet. Mellan åren 2008-2009 överdäckades detta avsnitt och förvandlas till en 251 meter lång tunnel med namnet Hundra knutars backe. Under planarbetet figurerade Lindhagstunneln som arbetsnamn. Trafikkontoret gillade inte förslaget om "hundra knutar" och hävdade att bilisterna skulle tro att det var en 100-sträcka men Namnberedningen stod på sig och fick igenom det inarbetade namnet. I samband med kvarteret Snöflingans uppförande byggdes sedan en esplanad uppe på tunneln och bostadshus samt hotellet Courtyard Stockholm vid sidan om.

### Bilder "Hundra knutars backe"

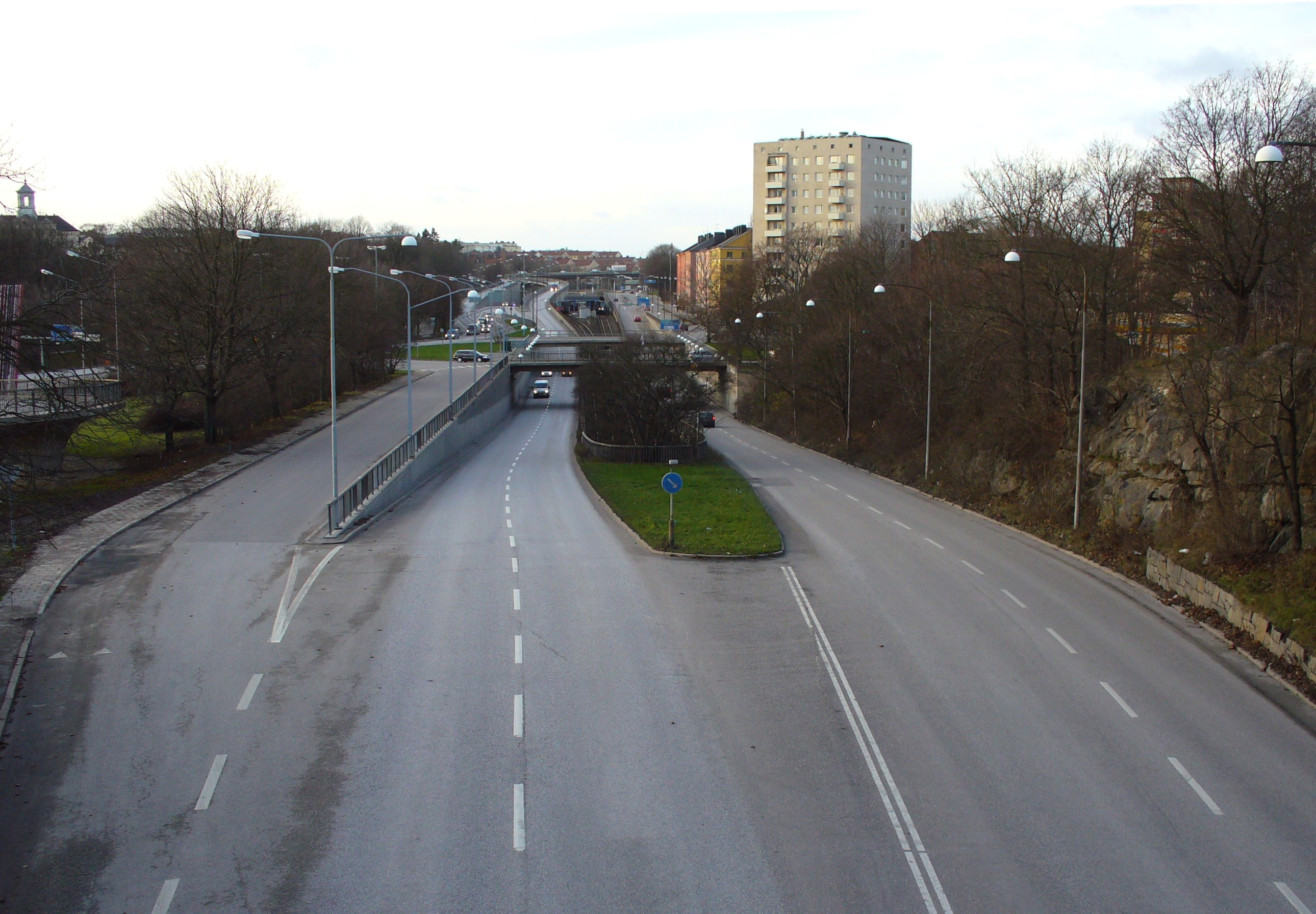
Drottningholmsvägen västerut, vid gamla "Hundra knutars backe", 2006.
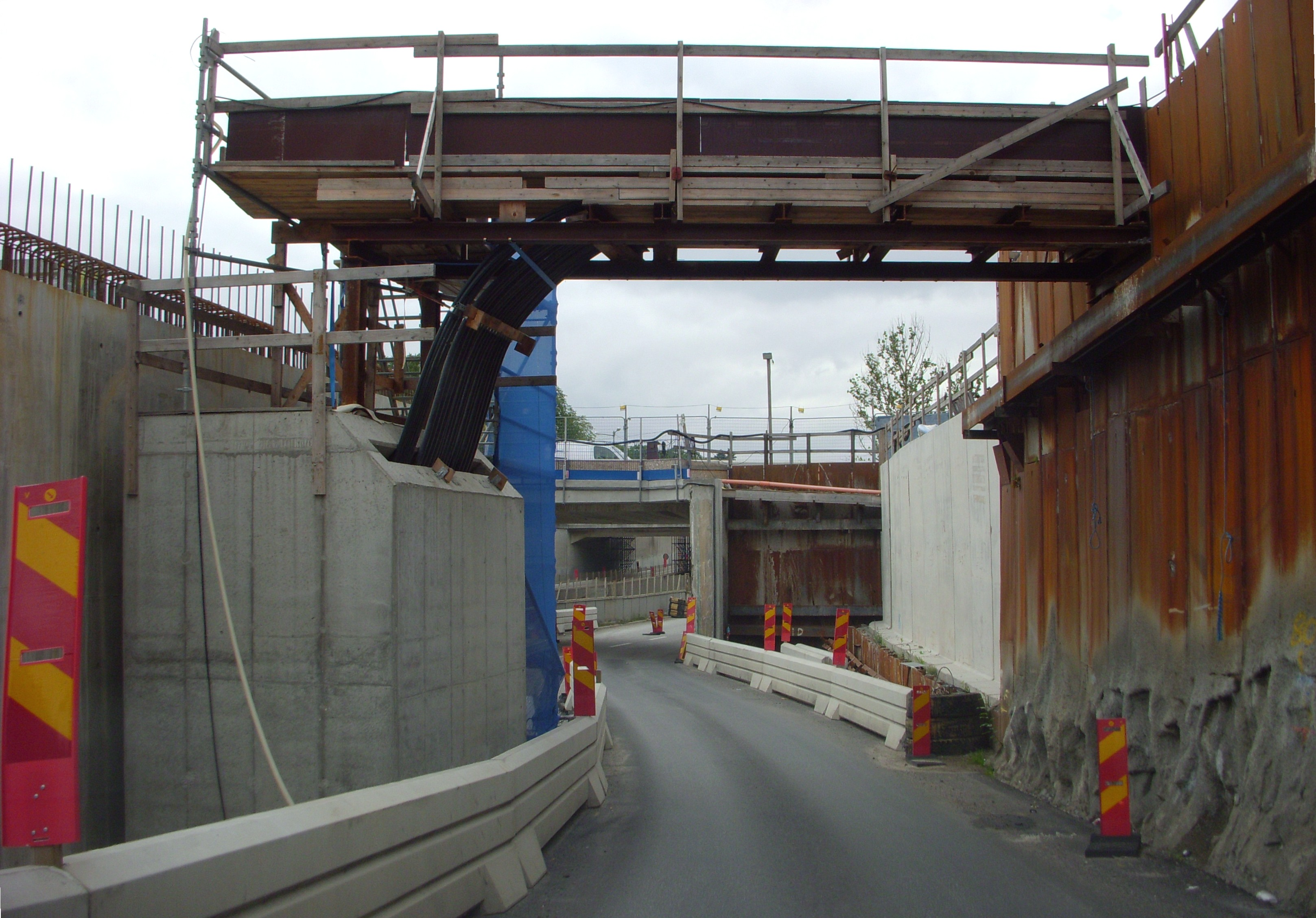
Tunneln "Hundra knutars backe" under byggnad, 2008.
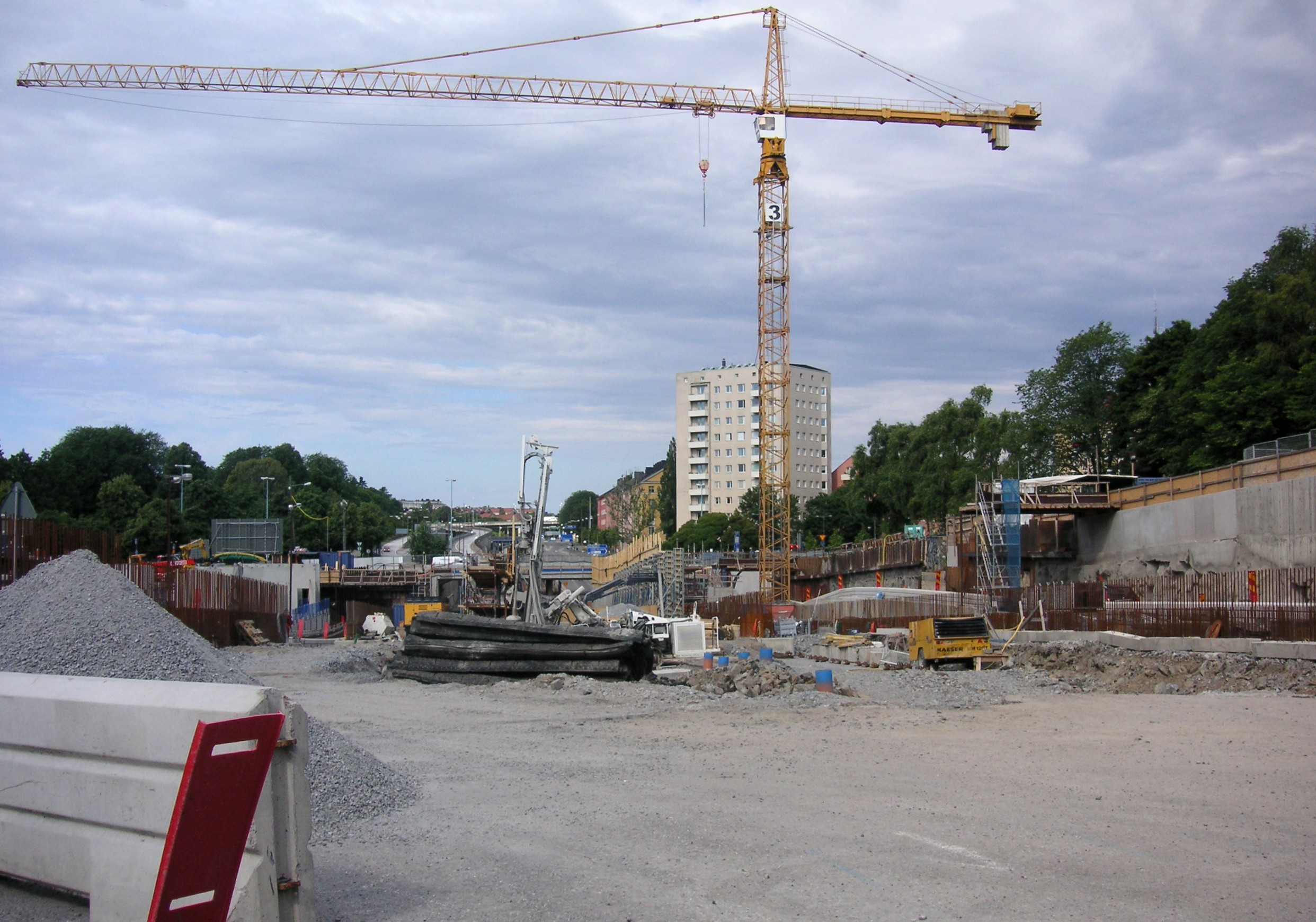
Drottningholmsvägen västerut, övertäckning av "Hundra knutars backe", 2008.
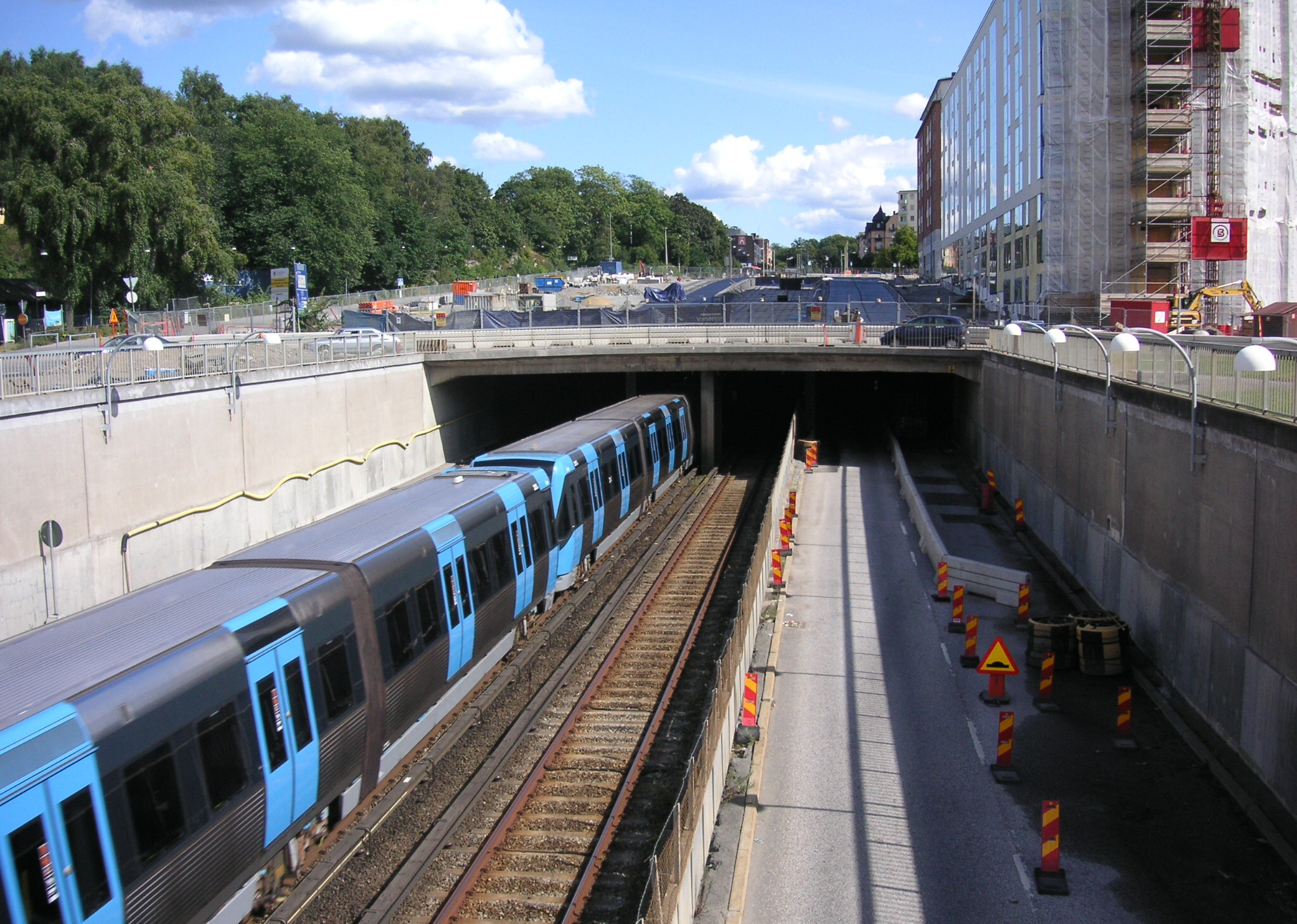
Drottningholmsvägen österut, vid nya tunneln "Hundra knutars backe", 2009.